# Porte des Pierres Dorées
Porte des Pierres Dorées est une commune nouvelle française située dans le département du Rhône, en région Auvergne-Rhône-Alpes.
Elle est issue de la fusion, le 1er janvier 2017,  des communes de Liergues et de Pouilly-le-Monial,, fusion validée par les élus des deux communes les 28 et 30 juin 2016. Le 1er janvier 2019, elle s'étend à la commune de Jarnioux.
Ses habitants sont nommés les Doréens.

## Géographie

### Localisation
Comme son nom l'indique, la commune se situe dans le pays des pierres dorées, dans le Beaujolais. Elle fait partie de la communauté de communes du Beaujolais Pierres Dorées (CCBPD).
Le territoire de la commune est limitrophe de ceux de sept communes :

### Hydrographie
La plus importante rivière de la commune est le Merloup (ou Merloux) qui prend sa source à Theizé et se jette dans le Morgon, affluent de la Saône (et donc sous-affluent du Rhône) à Gleizé. Le Merloup est alimenté par quelques ruisseaux qui sillonnent la commune comme l'Ombre, le Pouilly ou le Vernayet.

### Voies de communication et transports

#### Infrastructures routières
La commune est desservie par les routes départementales suivantes : 
- D31 : Gleizé – Pontcharra-sur-Turdine (N7 et A89) via Ternand ;
- D76 : Liergues – Blacé ;
- D96 : Pouilly-le-Monial – Saint-Laurent-d'Oingt ;
- D116 dite Route de Pouilly puis Route de Jarnioux : Liergues – Chambost-Allières ;
- D338 dite Route de Tarare : Villefranche-sur-Saône – Pontcharra-sur-Turdine ( N7 et A89) via Légny.

#### Transports urbains
Porte des Pierres Dorées est desservie par les lignes du réseau des Cars du Rhône suivantes :
- 217 : Villefranche-sur-Saône – Amplepuis
- 360 : Villefranche-sur-Saône – Thizy-les-Bourgs
- 446 : Saint-Jean-des-Vignes – Villefranche-sur-Saône
- 454 : Saint-Vérand – Villefranche-sur-Saône
- 469 : Villefranche-sur-Saône – Le Bois-d'Oingt
- 470 : Ville-sur-Jarnioux – Villefranche-sur-Saône

### Climat
Pour des articles plus généraux, voir Climat d'Auvergne-Rhône-Alpes et Climat du Rhône.
En 2010, le climat de la commune est de type climat océanique dégradé des plaines du Centre et du Nord, selon une étude du Centre national de la recherche scientifique s'appuyant sur une série de données couvrant la période 1971-2000. En 2020, Météo-France publie une typologie des climats de la France métropolitaine dans laquelle la commune est exposée à un climat de montagne ou de marges de montagne et est dans la région climatique Nord-est du Massif Central, caractérisée par une pluviométrie annuelle de 800 à 1 200 mm, bien répartie dans l’année.
Pour la période 1971-2000, la température annuelle moyenne est de 11,4 °C, avec une amplitude thermique annuelle de 17,7 °C. Le cumul annuel moyen de précipitations est de 842 mm, avec 9,6 jours de précipitations en janvier et 6,7 jours en juillet. Pour la période 1991-2020, la température moyenne annuelle observée sur la station météorologique installée sur la commune est de 12,1 °C et le cumul annuel moyen de précipitations est de 710,2 mm,. Pour l'avenir, les paramètres climatiques de la commune estimés pour 2050 selon différents scénarios d'émission de gaz à effet de serre sont consultables sur un site dédié publié par Météo-France en novembre 2022.
| Mois                                  | jan.           | fév.           | mars           | avril         | mai             | juin           | jui.          | août           | sep.          | oct.            | nov.            | déc.             | année      |
| ------------------------------------- | -------------- | -------------- | -------------- | ------------- | --------------- | -------------- | ------------- | -------------- | ------------- | --------------- | --------------- | ---------------- | ---------- |
| Température minimale moyenne (°C)     | 0,4            | 0,7            | 3,3            | 6,3           | 10              | 13,4           | 15            | 14,5           | 10,9          | 8               | 3,8             | 1,1              | 7,3        |
| Température moyenne (°C)              | 3,6            | 4,6            | 8,3            | 11,6          | 15,7            | 19,3           | 21,2          | 20,8           | 16,6          | 12,6            | 7,3             | 4,1              | 12,1       |
| Température maximale moyenne (°C)     | 6,8            | 8,5            | 13,3           | 17            | 21,3            | 25,2           | 27,4          | 27,1           | 22,3          | 17,2            | 10,8            | 7,2              | 17         |
| Record de froid (°C) date du record   | −12,2 13.01.03 | −13,9 05.02.12 | −11,6 01.03.05 | −5 08.04.03   | −0,5 15.05.1995 | 5,3 14.06.1995 | 6,5 17.07.00  | 4,6 30.08.1998 | 1 30.09.1995  | −5,2 30.10.1997 | −9,3 23.11.1998 | −12,3 30.12.1996 | −13,9 2012 |
| Record de chaleur (°C) date du record | 19,3 10.01.15  | 21,1 25.02.21  | 25,2 24.03.01  | 28,6 25.04.07 | 33,4 24.05.09   | 37,6 22.06.03  | 38,8 19.07.22 | 40 13.08.03    | 34,2 10.09.23 | 30 02.10.23     | 22,5 06.11.15   | 19 08.12.10      | 40 2003    |
| Précipitations (mm)                   | 44,9           | 33,9           | 37,9           | 54,2          | 64,8            | 70,2           | 71,3          | 64,7           | 58,6          | 80              | 80,8            | 48,9             | 710,2      |

## Urbanisme

### Typologie
Au 1er janvier 2024, Porte des Pierres Dorées est catégorisée ceinture urbaine, selon la nouvelle grille communale de densité à sept niveaux définie par l'Insee en 2022.
Elle appartient à l'unité urbaine de Lyon, une agglomération inter-départementale regroupant 123  communes, dont elle est une commune de la banlieue,,. Par ailleurs la commune fait partie de l'aire d'attraction de Lyon, dont elle est une commune de la couronne,. Cette aire, qui regroupe 397 communes, est catégorisée dans les aires de 700 000 habitants ou plus (hors Paris),.

## Toponymie
Le nom Porte des Pierres Dorées fait référence à l'utilisation de pierres dorées dans l'architecture des trois communes, ainsi que dans celle des communes voisines de Theizé, Ville-sur-Jarnioux et de Frontenas, susceptibles de rejoindre à terme la commune nouvelle.

## Histoire
Aucune trace d'occupation n'est attestée pendant la période romaine, tant au niveau archéologique que bibliographique. Toutefois, quelques monnaies romaines y ont été trouvées au XIXe siècle lors de travaux agricoles dans les vignes.
La commune est créée le 1er janvier 2017.
Le 1er janvier 2019, une commune nouvelle est constituée entre Porte des Pierres Dorées et Jarnioux, qui prend également le nom de Porte des Pierres Dorées.
Le 15 mars 2024, le chef-lieu de la commune est transféré de la commune de Pouilly-le-Monial à celle de Liergues.

### Les Hospitaliers
Le hameau Les Essarts, autrefois Saint-Jean-des-Essarts qui était un membre de la commanderie des Hospitaliers de l'Ordre de Saint-Jean de Jérusalem de Mâcon au grand prieuré d'Auvergne.

## Politique et administration

### Liste des maires

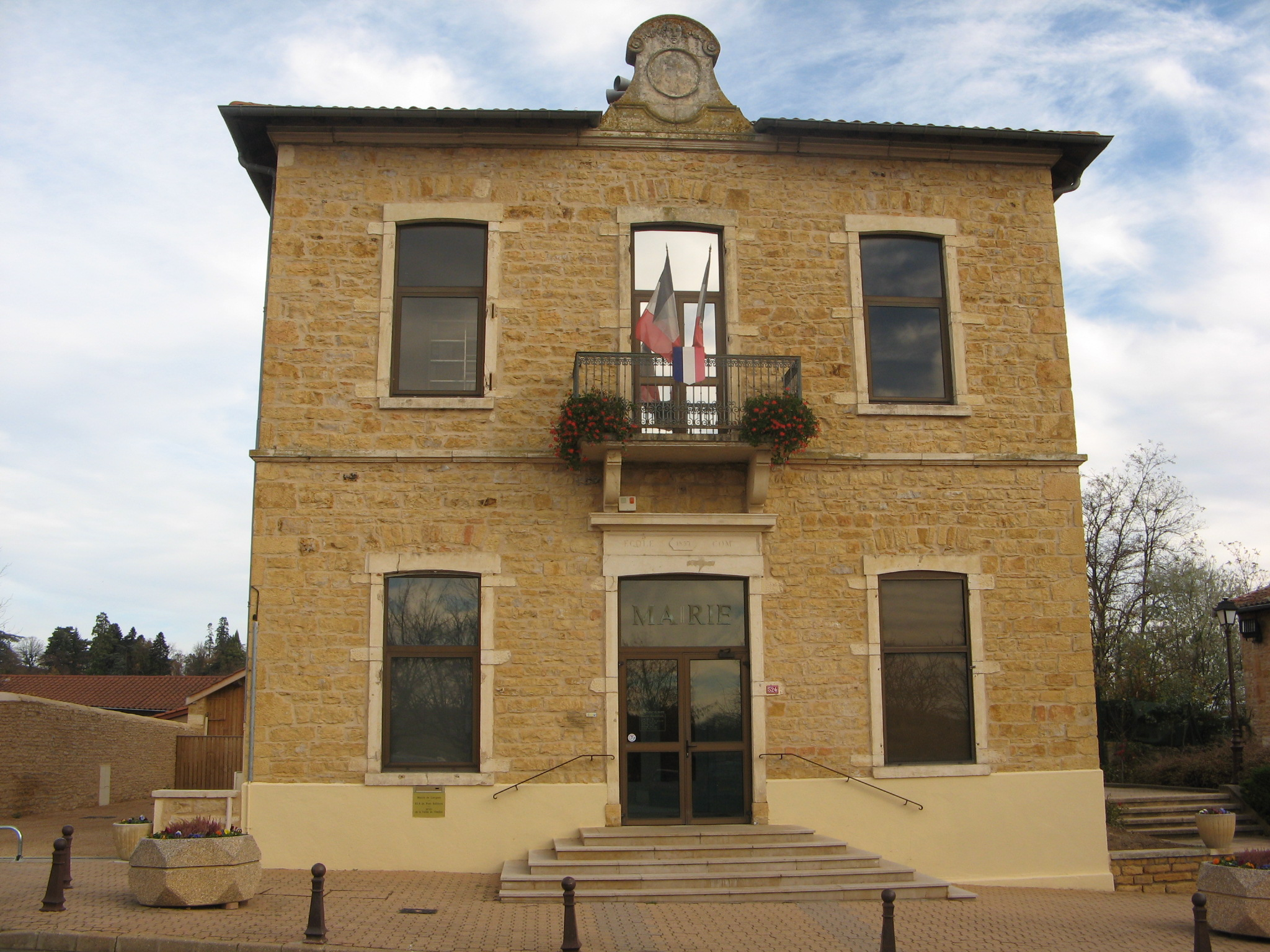
La mairie de Liergues.

| Période         | Période  | Identité          | Étiquette | Qualité |
| --------------- | -------- | ----------------- | --------- | --- |
| 12 janvier 2017 | En cours | Jean-Paul Gasquet | DVD       | Chef d'entreprise Ancien conseiller général du canton d'Anse (1992 → 1998) Ancien maire de Liergues (2014 → 2016) |

### Communes déléguées
À sa création, le chef-lieu de la commune était fixé sur la commune déléguée de Pouilly-le-Monial. Par arrêté préfectoral du 4 mars 2024, le chef-lieu est transféré à Liergues.

| Nom               | Code Insee | Intercommunalité                                         | Superficie (km2) | Population (dernière pop. légale) | Densité (hab./km2) |
| ----------------- | ---------- | -------------------------------------------------------- | ---------------- | --------------------------------- | ------------------ |
| Liergues (siège)  | 69114      | Communauté d'agglomération Villefranche Beaujolais Saône | 5,32             | 1 973 (2014)                      | 371                |
| Jarnioux          | 69101      | Communauté de communes Beaujolais Pierres Dorées         | 4,2              | 658 (2016)                        | 157                |
| Pouilly-le-Monial | 69159      | Communauté de communes Beaujolais Pierres Dorées         | 3,81             | 975 (2014)                        | 256                |

### Canton
En 2015, à l'occasion de la révision de la carte cantonale, Liergues quitte le canton d'Anse pour le Canton du Val d'Oingt, rejoignant ainsi Pouilly-le-Monial.

### Intercommunalité
Avant la fusion, Liergues faisait partie de la Communauté d'agglomération Villefranche Beaujolais Saône tandis que Pouilly-le-Monial était membre de la communauté de communes Beaujolais Pierres Dorées. Le conseil municipal de la commune nouvelle décide de rejoindre Beaujolais Pierres Dorées.

## Population et société

### Démographie
L'évolution du nombre d'habitants est connue à travers les recensements de la population effectués dans la commune depuis sa création.

En 2022, la commune comptait 4 079 habitants, en évolution de +10,66 % par rapport à 2016 (Rhône : +3,93 %, France hors Mayotte : +2,11 %).
| 2015  | 2016  | 2017  | 2018  | 2019  | 2022  |
| ----- | ----- | ----- | ----- | ----- | ----- |
| 2 996 | 3 686 | 3 753 | 3 841 | 3 907 | 4 079 |

### Enseignement
L'école Claude-François-Thomas comporte quatre classes de maternelle, et six classes de primaire, accueillant 233 enfants.
Pour l'enseignement secondaire, la commune dépend du collège Maurice-Utrillo de Limas, puis des lycées Louis-Armand de Gleizé et Claude-Bernard de Villefranche-sur-Saône.

### Manifestations culturelles et festivités
Les conscrits défilent le dernier dimanche de février et organisent des manifestations tout le long de l'année : bals, brocantes, pétanques, etc.
Depuis 2014 Jarnioux accueille le Festival A l'Ombre des mots le second week-end de septembre. Devenu bisannuel en 2017 le festival accueille des auteurs et artistes et transforme le village redécoré par ses habitants.

### Santé
La commune dispose de deux médecins, d'un dentiste et d'un kinésithérapeute.

### Sports
La commune dispose d'une équipe de football : l'Étoile sportive lierguoise (ESL) et trois stades : le terrain Pierre-Berger (pelouse naturelle), le terrain synthétique du Château de l'Éclair et le stade Claudius Aujogue.
Il existe également deux clubs de tennis et deux sociétés de boules, un club de gymnastique, et un club d'arts martiaux.
Enfin, plusieurs circuits de VTT et de randonnée sillonnent la commune dans laquelle par ailleurs le sentier de grande randonnée de pays Tour du Beaujolais des Pierres dorées croise le Sentier de grande randonnée de pays (GRP) du Bugey par la Dombes.

## Culture locale et patrimoine

### Lieux et monuments

#### À Liergues
Le territoire de l'ancienne commune de Liergues comprend plusieurs lieux et monuments notoires :
- l'église Saint-Éloi, reconstruite au XVe siècle ;
- le château de l'Éclair, domaine viticole[24] et école hôtelière (château Tsuji : franco-japonais) ;
- la cave coopérative de 1929 ;
- le tacot, ancienne gare du chemin de fer du Beaujolais de la ligne Tarare – Villefranche-sur-Saône ;
- le lavoir de la fin du XIXe siècle ;
- le Socle de l'Alliance (monument franco-japonais) ;
- une cressonnière.

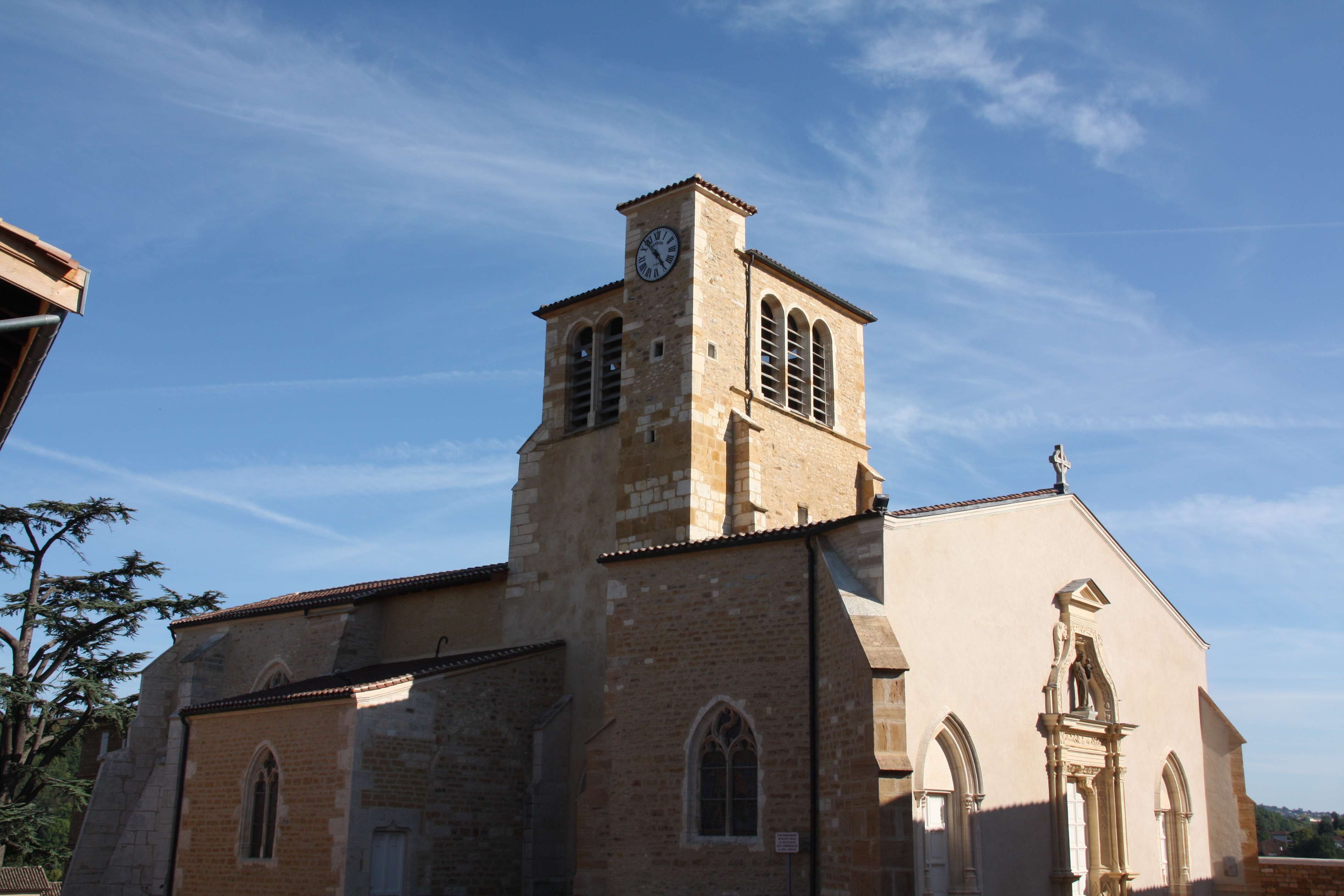
L'église Saint-Éloi.
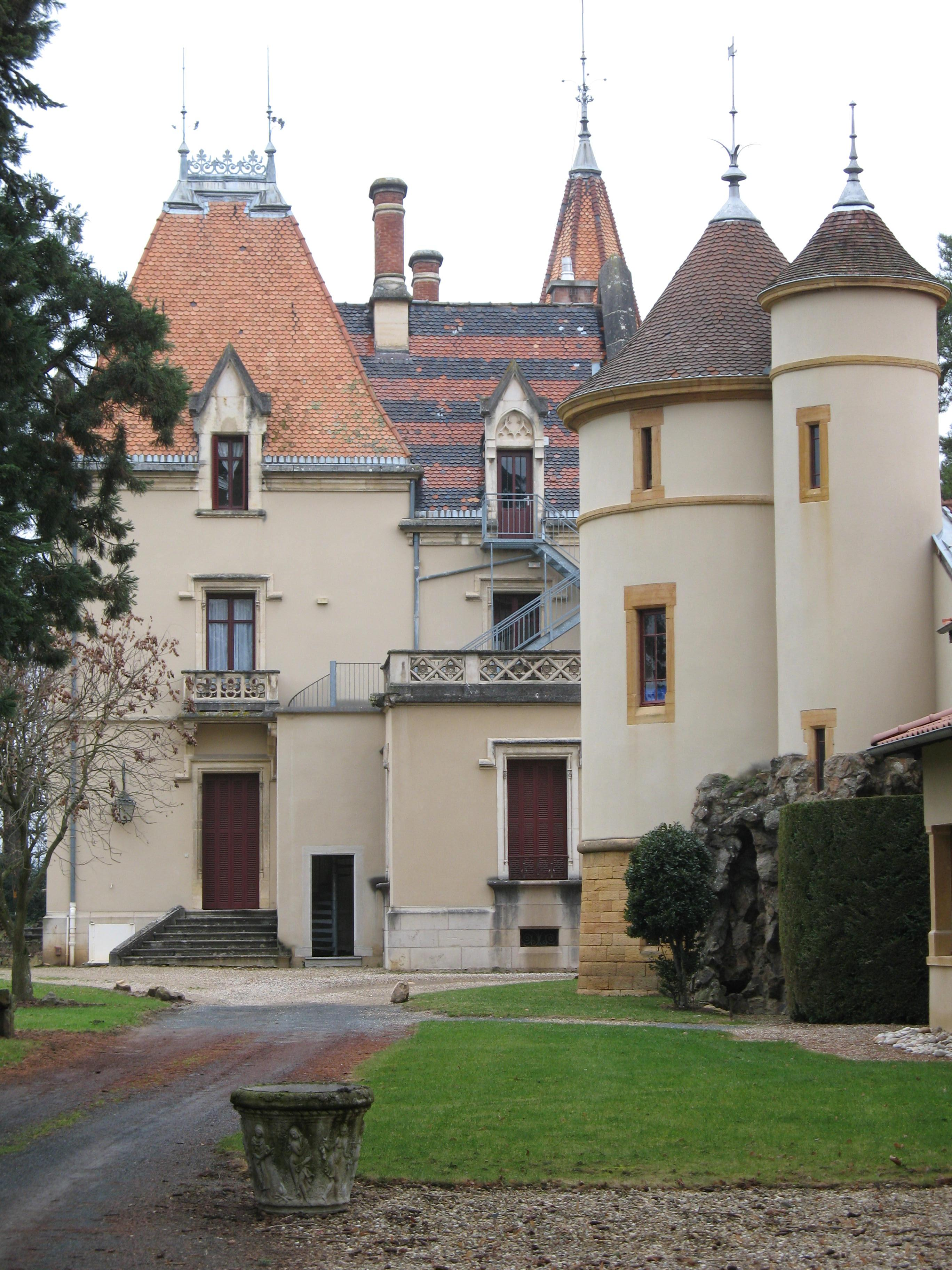
Le château de l'Éclair.
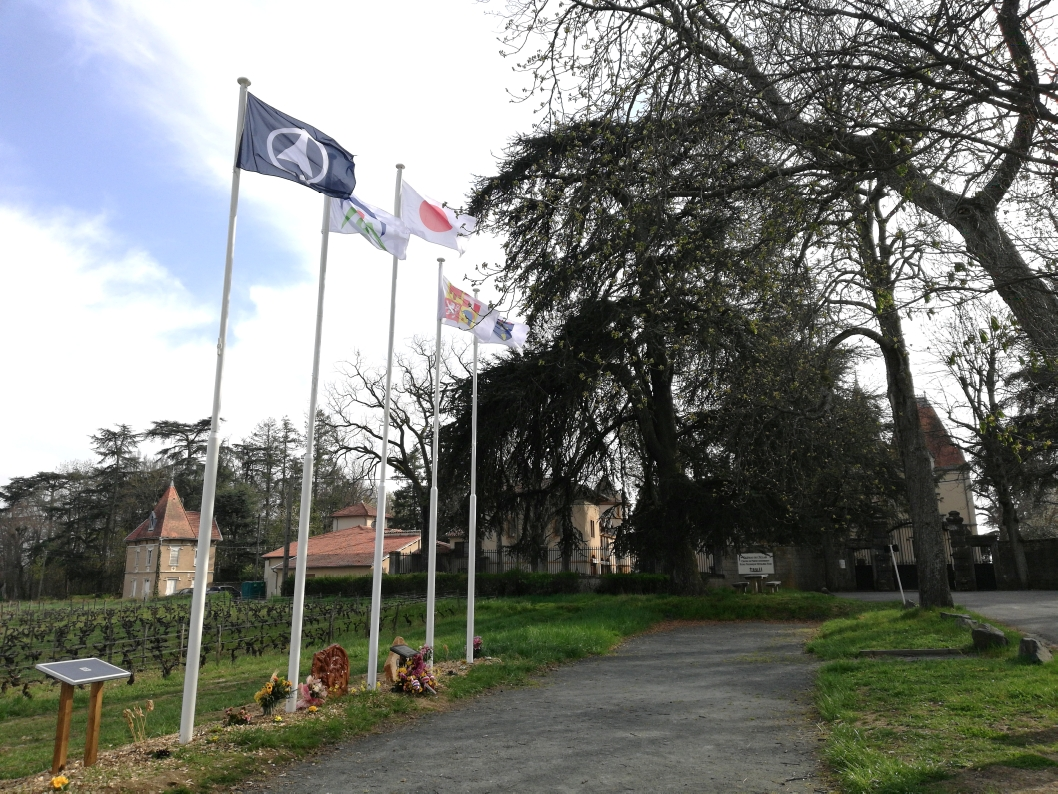
Le Socle de l'Alliance.

#### À Pouilly-le-Monial
Le territoire de l'ancienne commune de Pouilly-le-Monial comprend plusieurs lieux et monuments notoires :
- le hameau de Graves, typique du Beaujolais ;
- la croix gothique en pierre dorée datée du XVe siècle, représentant la Vierge, Saint Jean, un évêque, décors de fleurs et d'animaux, classée en >>1928 à l'inventaire des monuments historiques ;
- l'église Saint-Pierre du XVIIe siècle.
- Le hameau Les Essarts.

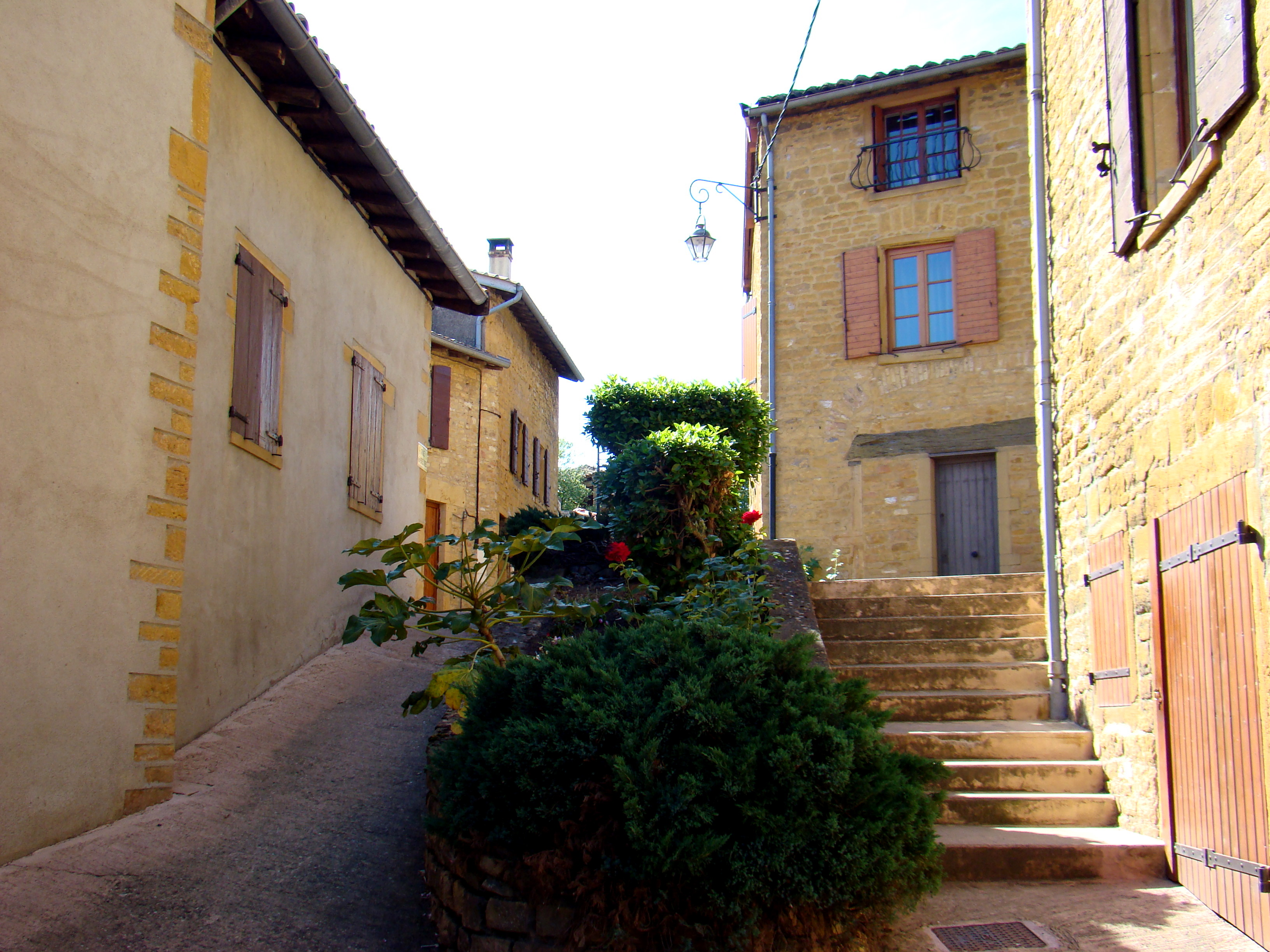
Une ruelle du village.
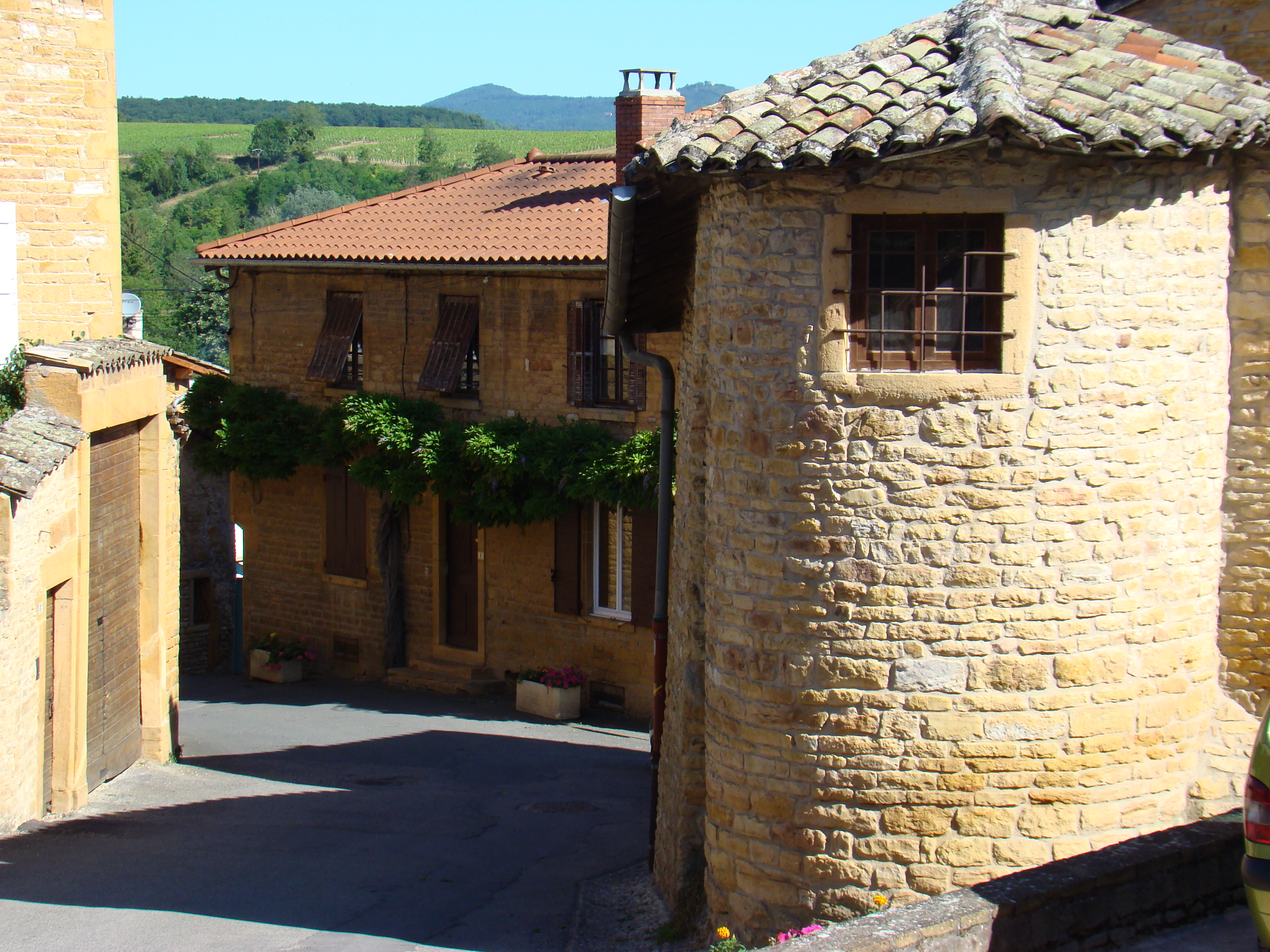
Une rue du village.
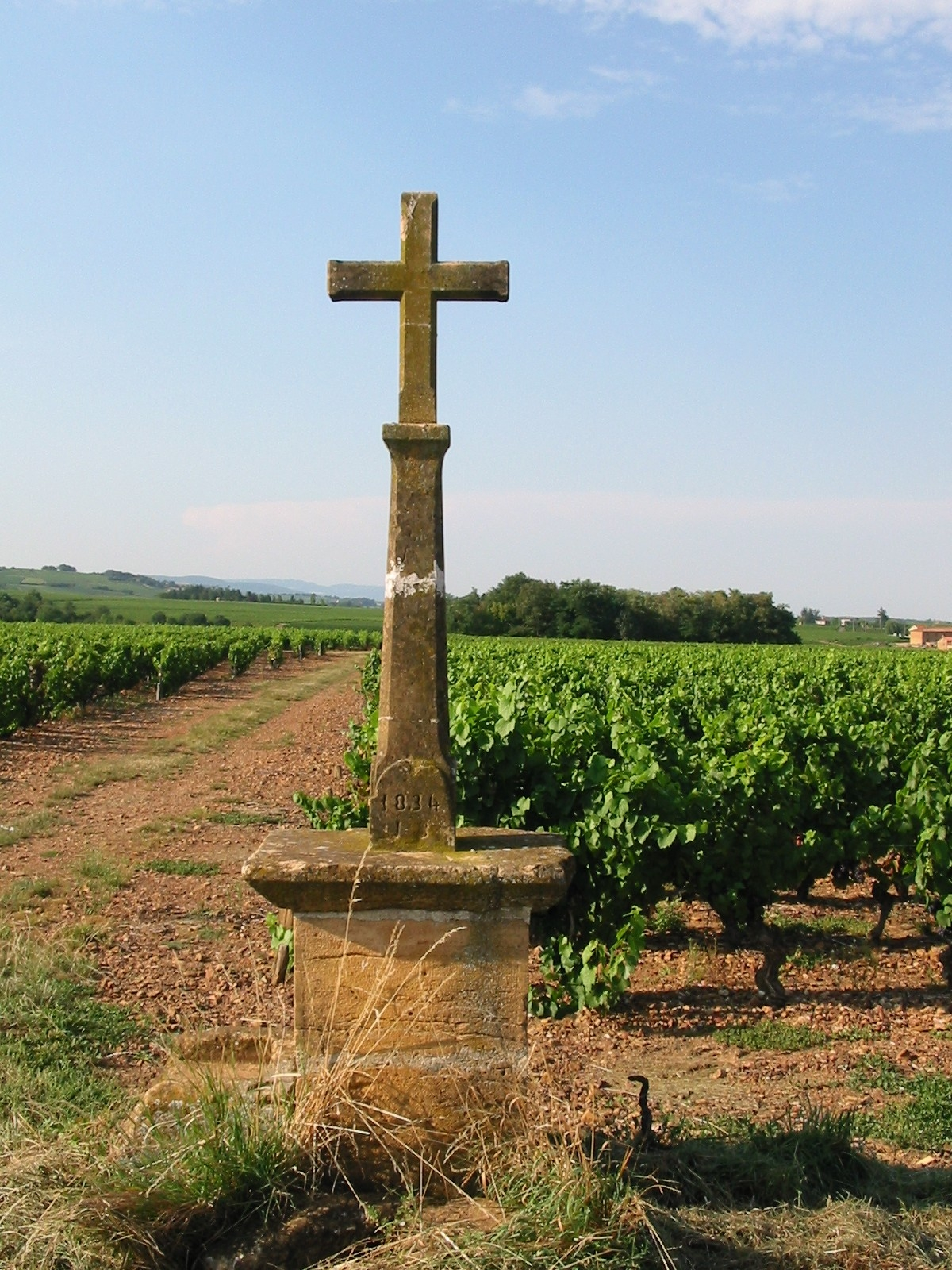
La croix gothique.

#### À Jarnioux
Le territoire de l'ancienne commune de Jarnioux comprend plusieurs lieux et monuments notoires :
- le château de Jarnioux, fondé à la fin du XIIIe siècle ou au début du XIVe siècle, profondément remanié du XVe au XVIe, qui surplombe le village ;
- l'église Saint-Etienne, édifice dont le clocher culmine à 56 mètres et dont la construction à flanc de colline a débuté en 1888 (il fut consacré l'année suivante, le 16 septembre 1889, par le cardinal Foulon, primat des Gaules) ;
- la chapelle Sainte Catherine, qui témoigne de l'assassinat en 1335 à Jarnioux de Jehan de Gléteins, damoiseau (fils de Symon de Gléteins, coseigneur de Jarnioux), crime pour lequel quatre jeunes nobles du village furent condamnés à construire une chapelle ;
- le viaduc de l'ancien chemin de fer du Beaujolais (Tacot) ;
- le manoir de la Garde (privé, location de salles pour évènements).

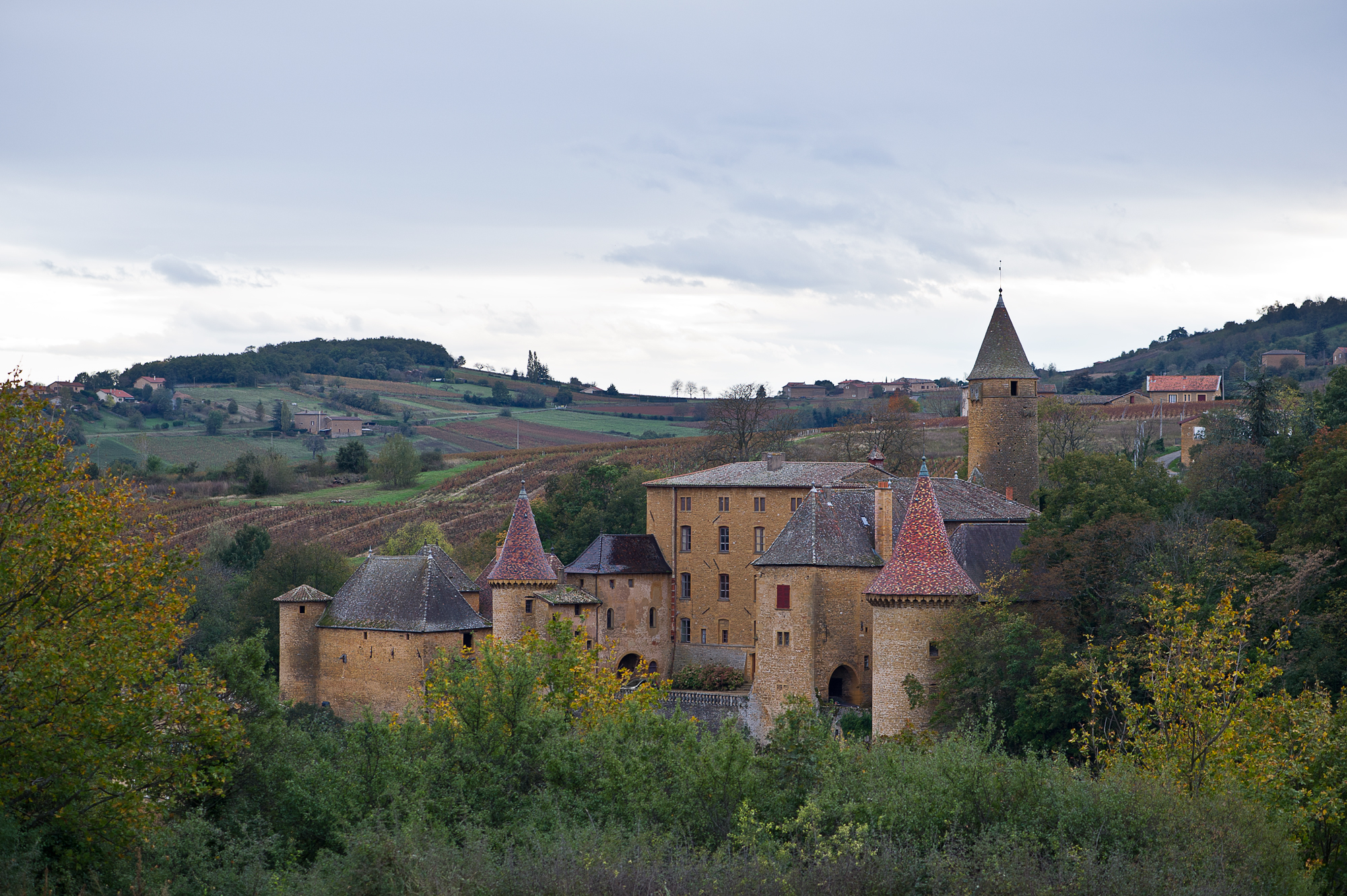
Le château de Jarnioux.
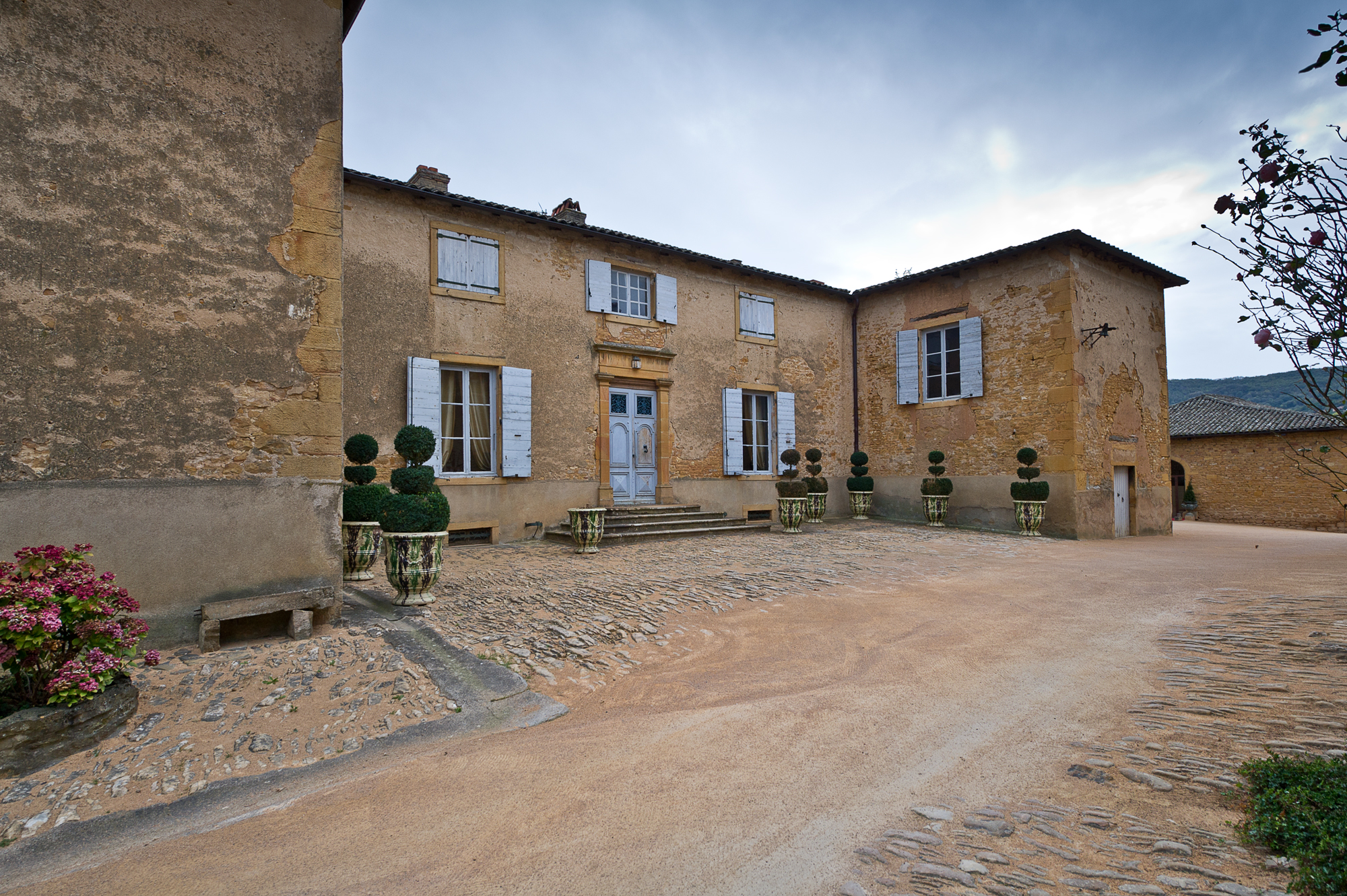
La façade intérieure du Manoir de La Garde.
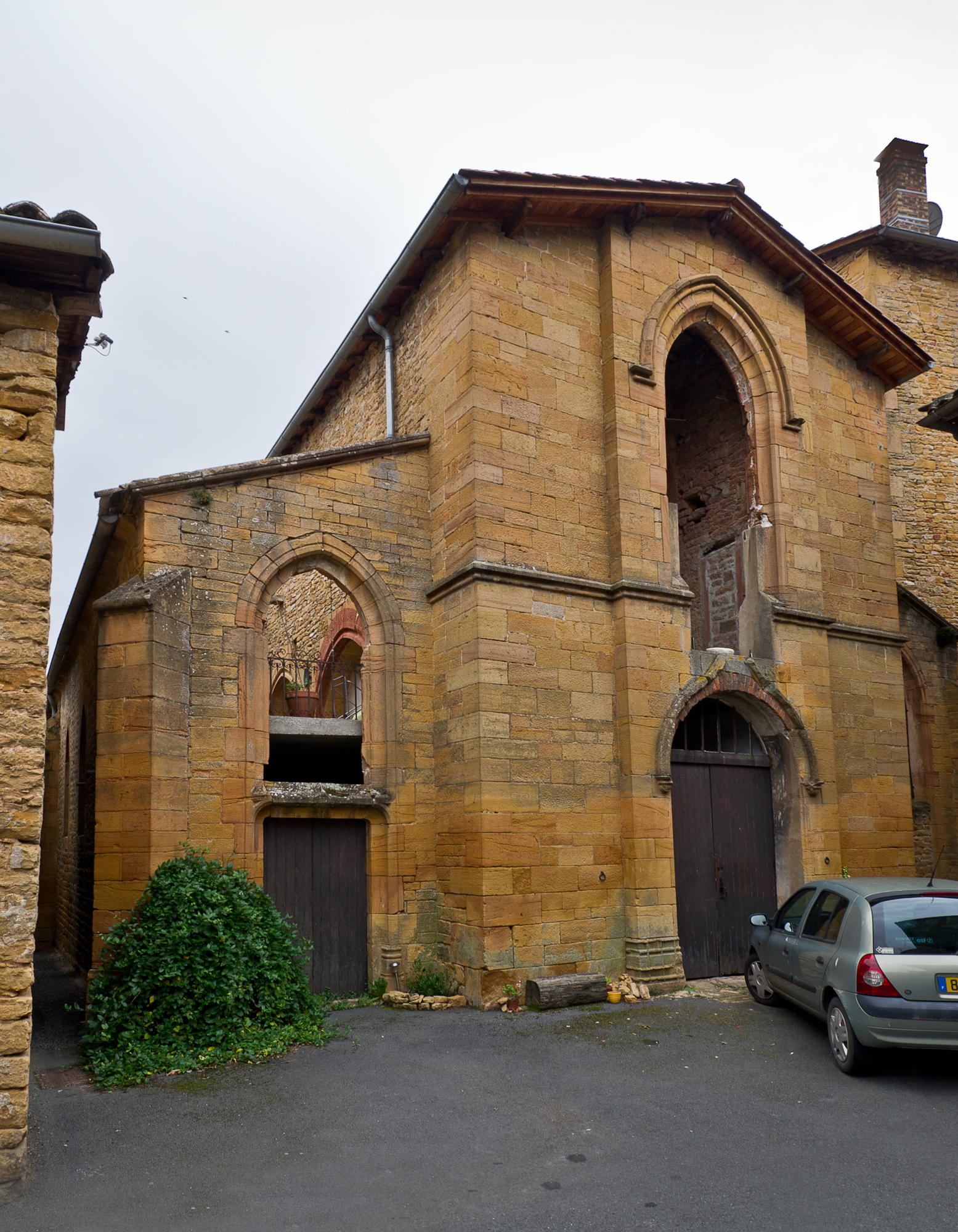
La façade de la chapelle Sainte Catherine.
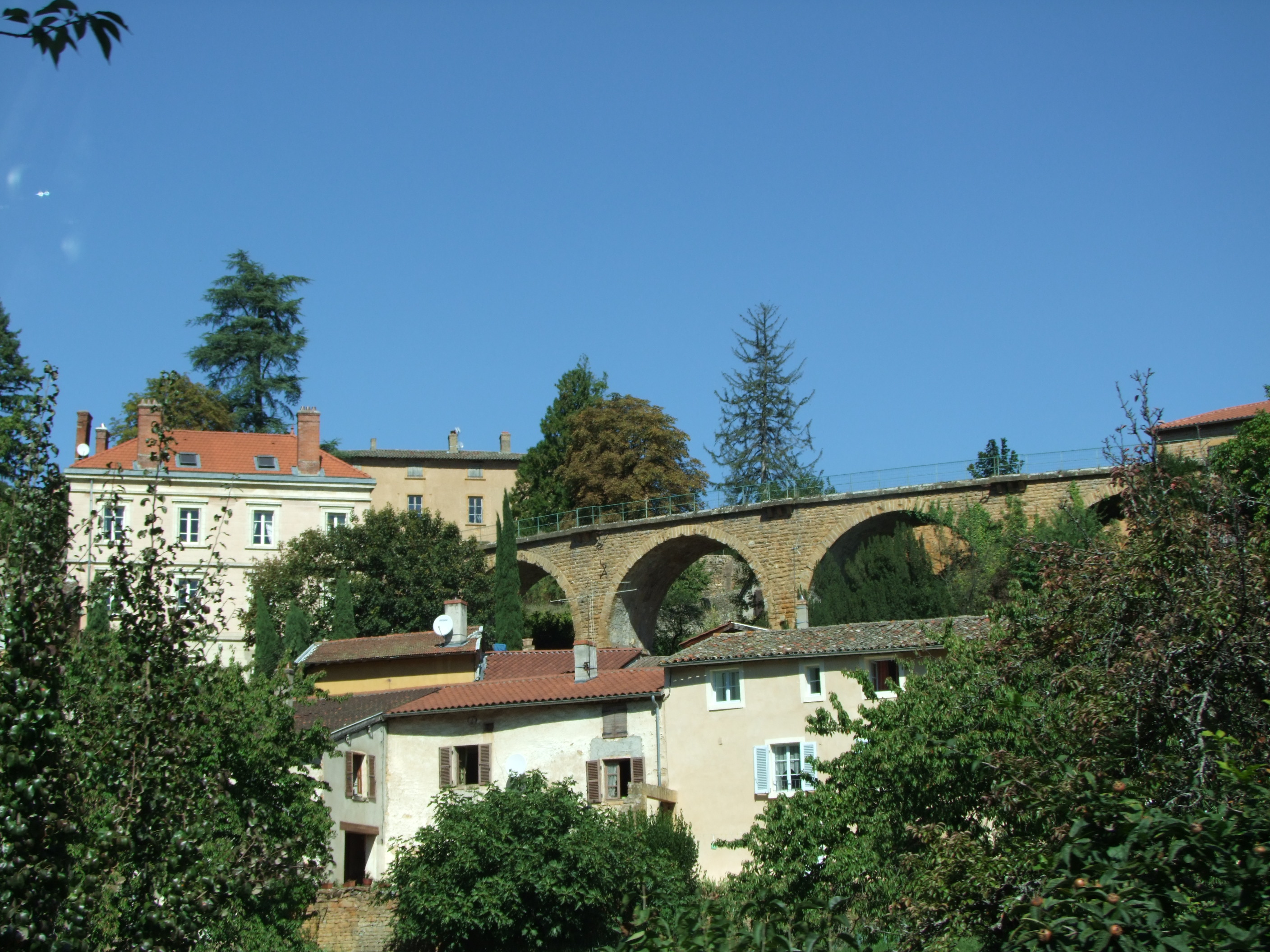
L'ancien viaduc du chemin de fer du Beaujolais.

### Équipements culturels
La commune dispose d'une bibliothèque, d'une chorale et d'une troupe de théâtre : la compagnie Kiproko. Deux festivals y sont organisés à Jarnioux. Blues et Festival À l'Ombre des mots (bisannuel)

### Gastronomie
Située dans le Beaujolais, la commune fait partie de la zone de production de l'AOC Beaujolais, mais aussi de l'AOC Bourgogne, Crémant-de-bourgogne, Coteaux-bourguignons et Bourgogne Grand Ordinaire (AOC), ainsi que de l'IGP Comtés rhodaniens. De même, elle fait partie de la zone de production des AOC Fine de Bourgogne et Marc de Bourgogne.
Outre les vins, Porte des Pierres Dorées peut produire des volailles de l'Ain IGP et de l'Emmental français est-central.
Le Liergues est également un fromage produit sur la commune, mais qui ne bénéficie pas de label officiel.

### Personnalités liées à la commune
- Louis Greppo (1810-1888), député républicain, est né à Pouilly-le-Monial.
- Victor Vermorel (1848-1927), homme politique et industriel, ancien propriétaire du château de l'Éclair et maire de Liergues de 1890 à 1906.
- Grégory Bettiol (1986), footballeur ayant commencé sa carrière à Liergues.
- Serge Prisset, chanteur connu pour la chanson Colombe ivre, sortie en 1970, y vit.

### Héraldique

Blason de Pouilly-le-Monial

La commune de Pouilly-le-Monial se blasonnait d'or à la croix pattée alésée de gueules surmontée d'une divise ondée d'azur.
Liergues, en revanche, ne disposait pas de blason officiel.

Armes de Jarnioux

Les armes de l'ancienne commune de Jarnioux se blasonnent ainsi :

Losangé d'or et de gueules à une colonne d'or accompagnée à dextre d'un buste d'Auguste Guinon, à senestre d'une plume en bande brochant sur un livre ouvert, et en chef d'un sarment de vigne et d'une branche de chêne passée en sautoir, le tout au naturel. (Adopté en novembre 2011)